# Geedam
Geedam là một thị trấn thống kê (census town) của quận Dantewada thuộc bang Chhattisgarh, Ấn Độ.

## Nhân khẩu
Theo điều tra dân số năm 2001 của Ấn Độ, Geedam có dân số 5899 người. Phái nam chiếm 51% tổng số dân và phái nữ chiếm 49%. Geedam có tỷ lệ 65% biết đọc biết viết, cao hơn tỷ lệ trung bình toàn quốc là 59,5%: tỷ lệ cho phái nam là 74%, và tỷ lệ cho phái nữ là 56%. Tại Geedam, 14% dân số nhỏ hơn 6 tuổi.